# Angermund
Angermund ist der nördlichste Stadtteil von Düsseldorf und liegt auf halber Strecke zwischen den Stadtzentren von Düsseldorf und Duisburg (jeweils zwölf Kilometer entfernt). Angermund umfasst eine Fläche von 13,29 Quadratkilometern und liegt im Düsseldorfer Stadtbezirk 5. Die vormals selbstständige Gemeinde im Amt Angerland, die 1188 erstmals im Verzeichnis des Kölner Erzbischofs Philipp von Heinsberg urkundlich erwähnt wurde, wurde am 1. Januar 1975 nach Düsseldorf eingemeindet. Angermund ist telefonisch dem Duisburger Ortsnetz zugeordnet und hat mit 0203 als einziger Stadtteil eine andere Vorwahl als der Rest des Düsseldorfer Stadtgebietes.
Angermund ist einer der reichsten Stadtteile Düsseldorfs. Der jährliche Einkommensdurchschnitt liegt hier bei 66.491 Euro (Stand 31. Dezember 2007).

## Wappen
Blasonierung: In Schwarz ein Bischof im goldenen (gelben) Ornat und goldener (gelber) Mitra mit goldenem (gelbem) Bischofsstab in der Linken, einem silbernen (weißen) Heiligenschein und rotem Pallium. In der Rechten das Wappen der Grafen und Herzöge von Berg; ein blaubewehrter, roter, doppelschwänziger (ein geteilter und gekreuzter Schwanz), steigender Löwe.
Bedeutung: Das Wappen basiert auf dem Siegel der alten Stadt und Freyheit Angermund aus dem Jahre 1521; es wird vermutet, dass es noch älter ist. Es zeigt Bischof Engelbert I. von Köln, der vorher Graf Engelbert II. von Berg (nach Bergischer Zählung, aber auch einfach Graf Engelbert von Berg) war. Er hält das Wappen des Herzogtums Berg in seiner rechten Hand, zu dem Angermund lange Zeit gehörte.

## Archäologie

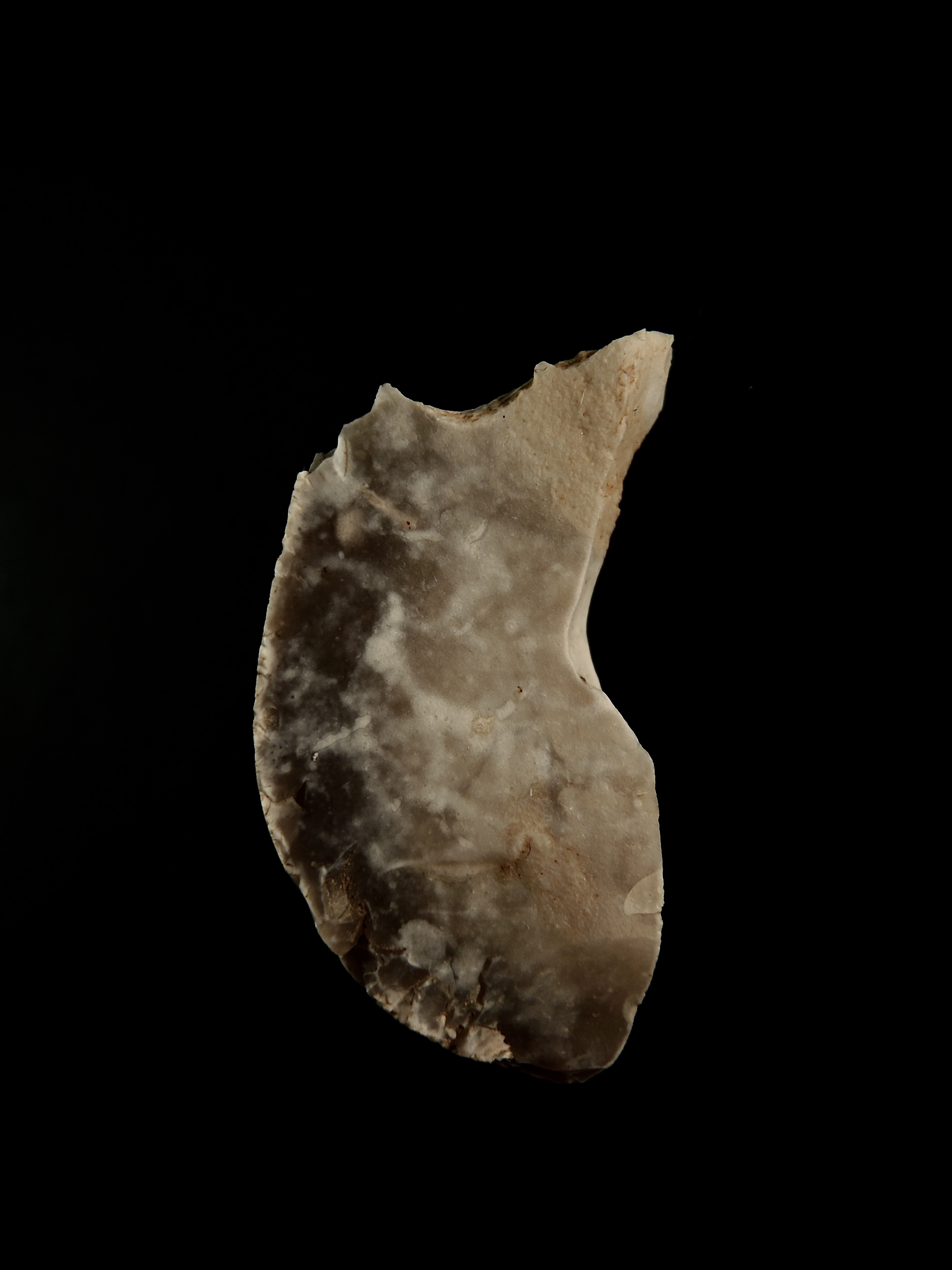
Stichel aus dem Fundinventar des spätaltsteinzeitlichen Lagerplatzes von Düsseldorf-Angermund

In der Zeit des Alleröd-Interstadial des ausgehenden Eiszeitalters (zwischen 11.950 - 10.850 v. Chr.) errichtete eine Gruppe von Jägern und Sammlern der Federmesserkultur auf einem leicht erhöhten Plateau an einem Altarm des Rheinlaufs bei Angermund einen   Lagerplatz. 
Das Fundinventar des vor über 20 Jahren entdeckten Platzes umfasst, neben vielen Überresten der Feuersteinbearbeitung, die Gerätetypen Kratzer, Stichel, Bohrer und Rückenmesser sowie verschiedene Typen von Pfeilspitzen, darunter auch Belege der namengebenden "Federmesser". Der Anteil der Stichel, die insbesondere zur Bearbeitung von Geweih und Knochen zur Herstellung von Geweihharpunen, Knochenspitzen, Nähnadeln, aber auch zur Bearbeitung von Hölzern verwendet wurden, ist mit 36 Exemplaren unter den bislang ca. 700 gefundenen Überresten dieser Zeitstellung, weit überdurchschnittlich hoch. Die Menschen dieser Zeit jagten Elche, Edelhirsche, Wildschweine, Pferde, Biber, Vögel und fischten im Fluss. Sie sammelten Nüsse, Früchte, Beeren und versorgten sich mit Pflanzenmaterialien, die sie zur Herstellung ihrer Gerätschaften verwenden konnten.
Eine Steinperle, ein beidseitig als Amboss zur Feuersteinbearbeitung genutztes Flussgeröll, ein Schlagstein aus Quarzit sowie ein verkieseltes Tonschiefergeröll mit wenigen Retuschiernarben und der Besonderheit von zwei gegenständig eingeschliffenen Facetten an einem Schmalende runden das Fundinventar ab.

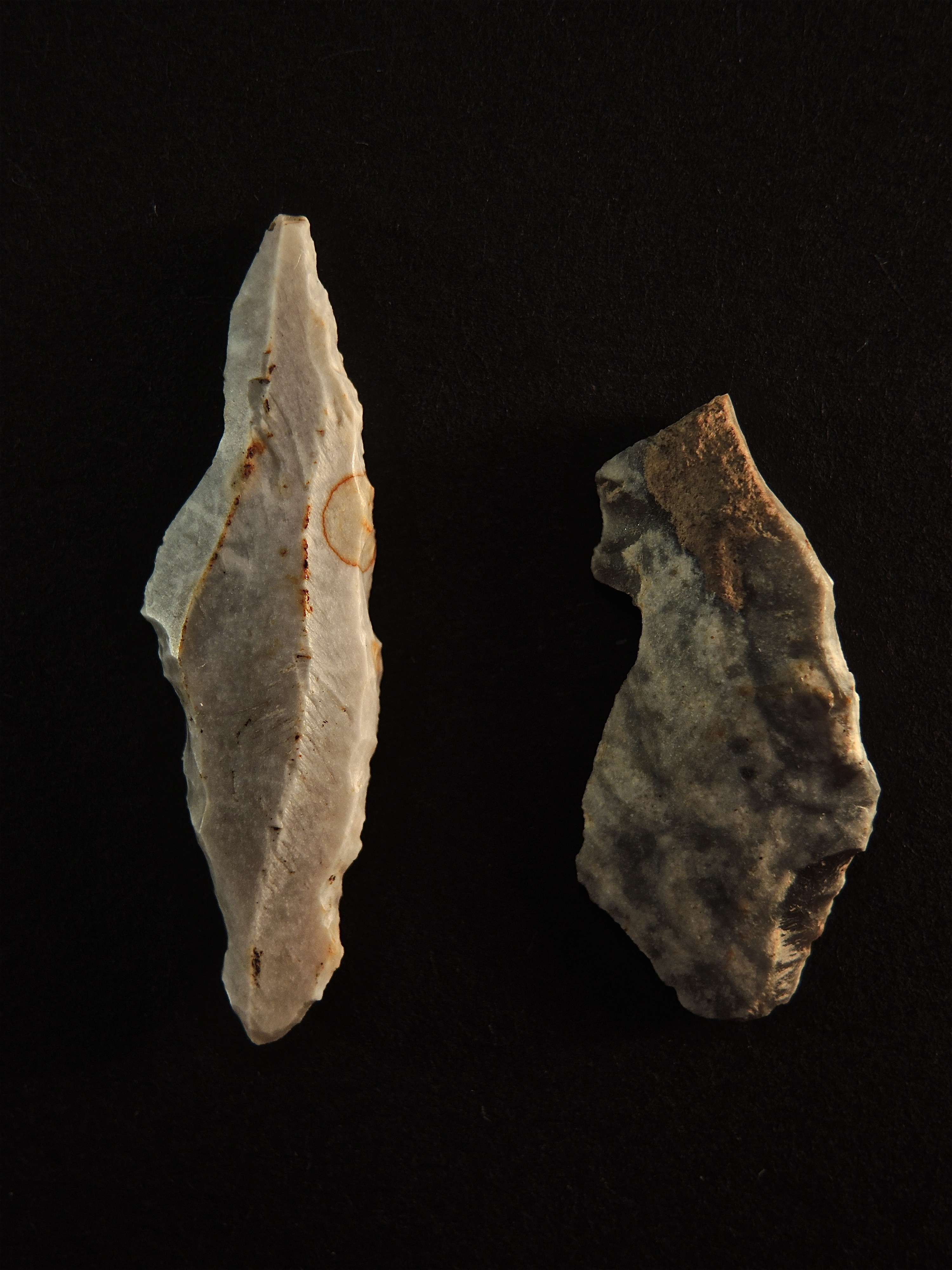
Spätpaläolithische Rückenspitze („Sophienspitze“) mit abgesetzter Basis (Länge 3,7 cm) und Beleg eines rezent beschädigten Federmessers aus Düsseldorf-Angermund

Unter den Pfeilspitzen ist der Typ einer Rückenspitze mit umlaufender Basisretusche bemerkenswert, denn vergleichbare Pfeilbewehrungen waren bislang nur aus Frankreich bekannt (Varenne le Macon). und stehen den in England verbreiteten „penknifepoints“ nahe. Zurzeit der Federmesserkulturen war England durch das Doggerland mit dem europäischen Festland verbunden. Infolge des Abschmelzens des nordamerikanischen Eisschildes versank das Doggerland durch den beständig ansteigenden Meeresspiegel in der Nordsee und die britischen Inseln wurden vom Festland abgetrennt. Es ist gut möglich, dass die Menschen auf ihren hunderte Kilometer weiten Wanderungen auch kulturelle Anregungen aus England oder Frankreich aufgenommen hatten.
Im Oktober 2023 wurde unter der wissenschaftlichen Leitung von Renate Gerlach (Geologisches Institut der Universität Köln) die geologische Beprobung des Altarms des Rheins auf Höhe des Lagerplatzes durchgeführt. Die ermittelte Schichtenfolge reichte bis das Eiszeitalter hinein. Die an der Universität Köln durchgeführte Pollenanalyse ergab keine Befunde, sodass das direkte Lebensumfeld der Jäger- und Sammlergruppe auf diesem Platz nicht rekonstruiert werden konnte. Weiterhin interessant und offen ist die Frage, in welcher zeitlichen Beziehung der Platz zu den Bestattungen eines älteren Mannes und einer jungen Frau aus der Zeit der Federmesserkultur bei Bonn-Oberkassel steht (siehe Doppelgrab von Oberkassel).
Der Fundplatz von Angermund überliefert innerhalb der Rheinlande das bislang einzige komplexe Fundinventar der spätaltsteinzeitlichen Federmesserkultur rechts des Rheinlaufs und dokumentiert zugleich den bislang ältesten Nachweis für Siedlungstätigkeit im heutigen Düsseldorfer Stadtgebiet.
Bis heute sind im Rheinland über 80 Fundplätze der Federmesserkultur gesichert erfasst und in den zentral geführten Index aufgenommen worden. Der Angermunder Fundplatz erhielt die Registraturnummer 80. Die erste Veröffentlichung der an diesem Platz erfassten Funde erfolgte 2018.
Am 22. April 2024 wurde der aktuelle wissenschaftliche Forschungsstand zu Fundplatz und Fundinventar im Rahmen eines Vortrages der Stadtarchäologie Düsseldorf während der Jahrestagung der Bodendenkmalpflege des Landschaftsverbandes Rheinland in Bonn und im Jahr 2025 im Rahmen der Jahresausstellung des Landesamtes für Bodendenkmalpflege im Rheinischen Landesmuseum Bonn vorgestellt. Dazu erschienen verschiedene Presseartikel.

## Geschichte
Angermund und der dortige befestigte Hof wurden 1188 erstmals in einem Verzeichnis des Kölner Erzbischofs Philipp von Heinsberg urkundlich erwähnt und dort als castrum Angermund et curiam (lat. für „Burg Angermund und Rathaus“) bezeichnet. Der Name Angermund leitet sich vermutlich zwar von der Angermund durchfließenden Anger ab, aber nicht, wie man zunächst annehmen könnte, von deren nahe gelegenen Mündung in den Rhein, sondern von der Verbindung mit dem altdeutschen Wort Munt (= „Schutz“, „Burg“). Unter Erzbischof Engelbert I. von Köln wurde der möglicherweise bereits seit fränkischer Zeit bewohnte Hof zur Burg Angermund ausgebaut. So wurden die Mauern verstärkt, ein mächtiger Turm errichtet und ein Graben um die Burg gezogen. Gegen Ende des 12. Jahrhunderts erwarben die Grafen von Berg den Ort. Ab 1247 war die Burg Angermund ein „Dauerlehn“ von den Bergern. Die Witwe des Grafen Adolf VI. von Berg, Agnes von Kleve, wählte die Burg nach dem Tod 1348 des Ehemanns als ihren Witwensitz.
Zwischen den Reichsstädten Kaiserswerth und Duisburg gelegen, markierte Angermund die nördliche Grenze des Bergischen Territoriums. Die strategische Bedeutung des Ortes zeigt sich auch darin, dass Angermund in einer Urkunde von 1423 erstmals als Freiheit bezeichnet wird. Der genaue Zeitpunkt der Verleihung dieses Privilegs ist nicht bekannt. 1504 wurde Schloss Heltorf durch einen Brand vernichtet. Im Truchsessischen Krieg wurde das Amt Angermund 1586 von spanischen Truppen schwer heimgesucht. Zu Beginn der frühen Neuzeit hatte Angermund seine strategische Bedeutung verloren, blieb aber weiter Verwaltungssitz des Amtes.
Im Jahr 1637 wurde der Grundstein zur heute katholischen Kirche St. Agnes gelegt. Der Bau dauerte über zwanzig Jahre. Im Düsseldorfer Kuhkrieg wurde Angermund 1651 von brandenburgischen Landschützen eingenommen und kurzzeitig besetzt. In den Jahren 1665 und 1666 fielen zahlreiche Angermunder der Pest zum Opfer. Zu jener Zeit begann Friedrich Christian von Spee den Neubau des Heltorfer Schlosses. Der Ort wurde während des Siebenjährigen Krieges von französischen Truppen heimgesucht, die in der Schlacht bei Krefeld 1758 von Ferdinand von Braunschweig geschlagen wurden. In der Franzosenzeit wurde Angermund 1796 Munizipalität. Im gleichen Jahr wurde der Friedhof eingeweiht.
Nachdem das Rheinland 1815 an Preußen gefallen war, wurde Angermund als Bürgermeisterei dem 1816 geschaffenen Kreis Düsseldorf zugeordnet und der Ort selbst als Titularstadt eingeordnet. 1846 erfolgte die Grundsteinlegung zum Neubau der durch einen Brand zerstörten katholischen Kirche. 1876 erhielt Angermund einen Eisenbahnhaltepunkt und eine Postagentur. Der Anschluss an fließendes Wasser und die Ausstattung mit elektrischer Straßenbeleuchtung erfolgte 1909.
Im Ersten Weltkrieg wurden Soldaten des in Angermund stationierten 2. Rekruten-Depot durch Spartakisten entwaffnet. (Das Depot gehörte zum 1. und 2. Ersatz-Bataillon des Infanterie-Regiments Nr. 135 in Düsseldorf-Derendorf.) 1929 wurde die Bürgermeisterei Angermund im Rahmen einer Neugliederung des Regierungsbezirkes Düsseldorf aufgelöst. Bis auf die nördlichen Ortsteile Großenbaum und Rahm, die dem neu gegründeten Stadtkreis Duisburg-Hamborn (ab 1935 nur noch Duisburg genannt) zugeordnet wurden, gehörte Angermund nun zum ebenfalls neu gegründeten Kreis Düsseldorf-Mettmann und wurde 1930 dem Amt Ratingen-Land zugeschlagen. 1938 wurde der neue Bahnhof eingeweiht. Während des Zweiten Weltkriegs wurde Angermund 1941/42 mehrmals von alliierten Bombern angegriffen. Die Schäden blieben glücklicherweise gering. Bei Kriegsende wurde Angermund von englischen Soldaten besetzt und gehörte bis 1949 zur britischen Besatzungszone. 1952 wurde das evangelische Gemeindehaus eingeweiht. 1963 genehmigte das NRW-Innenministerium das neue Stadtwappen.
Im Rahmen der kommunalen Neugliederung Nordrhein-Westfalens verlor Angermund am 1. Januar 1975 seinen Status einer selbstständigen Gemeinde und ist seitdem ein Stadtteil der Landeshauptstadt Düsseldorf.
1998 erfolgte die Einweihung der neuen evangelischen Kirche.
Angermund hat sich auch nach der Eingemeindung viel an Eigenständigkeit bewahrt. Dafür sorgen nicht zuletzt die ortsansässigen Vereine, vor allem die St. Sebastianus-Schützenbruderschaft, der Angermunder Kulturkreis, der Turnverein Angermund von 1909 e. V. (TVA), das Reitercorps und die Karnevalsgesellschaft. Angermund veranstaltet einen Karneval und ein Schützenfest nach alter Tradition. Zu Pfingsten finden Reiterspiele statt, die auch ein überregionales Publikum anziehen.

## Verkehr

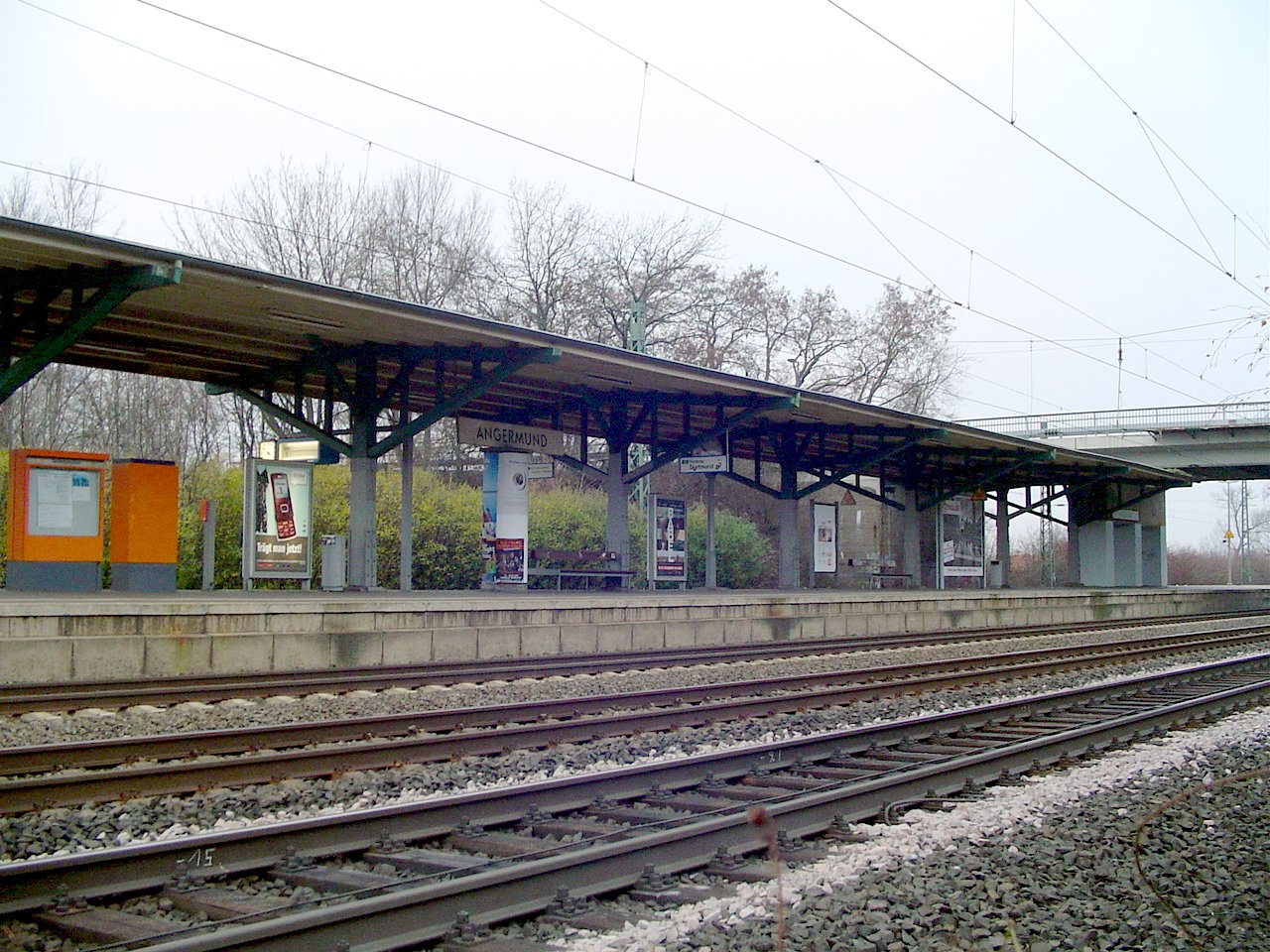
S-Bahn-Haltepunkt Angermund

Angermund ist über die Anschlussstelle Duisburg-Rahm der Bundesautobahn 524 und von Düsseldorf über die Bundesstraße 8n erreichbar. Der Haltepunkt Angermund wird von der S-Bahn Linie S1 bedient. Alle anderen Züge fahren in Angermund durch. Bemerkenswert ist, dass die Benennung des Haltepunktes Angermund aus der sonst in Düsseldorf üblichen Systematik mit Nennung des Stadtnamens vor dem Ortsteil abweicht. Darüber hinaus ist Angermund mit der Buslinie 728 aus Düsseldorf-Kaiserswerth und mit der Buslinie 751 aus Ratingen-Hösel und Ratingen-Lintorf erreichbar.
Charakteristisch für Angermund ist die verkehrstechnisch bedingte Separierung des Ortsbereichs in vier Teilbereiche. Die in Nord-Süd-Richtung verlaufende Bahnstrecke Köln–Duisburg teilt Angermund in eine Ost- und eine Westhälfte. Die Landesstraße 139 durchquert Angermund in Ost-West-Richtung und trennt den Ort in einen nördlichen und einen südlichen Teil. Die L 139 verbindet Teile des Kreises Mettmann und über die L 60 die südlichen Stadtteile Duisburgs mit der Bundesstraße 8n. Mit der Inbetriebnahme des Teilstücks zwischen Angermund und Wittlaer ist die B8n seit 2009 eine durchgehende, autobahn-ähnlich ausgebaute Straßenverbindung zwischen Düsseldorf und Duisburg. Dadurch hat sich das Verkehrsaufkommen in der Ortsdurchfahrt Angermund reduziert, stellt aber immer noch eine hohe Belastung dar. Die L 139 (Angermunder Straße) und die L 60 (Rahmer Straße) sind im Ortsbereich Angermund großzügig ausgebaut, weshalb sie häufig als Ausweichstrecke für den überörtlichen Verkehr benutzt werden.
Durch den geplanten Ausbau der Bahnstrecke Köln–Duisburg mit Neubau von zwei Gleisen westlich der Bestandstraße u. a. für den Rhein-Ruhr-Express könnte die Ost-West Trennung in Angermund noch verstärkt werden. Dies käme zum Tragen, wenn Vorhaben gegen den Schienenverkehrslärm des Planungsträgers umgesetzt würden. Diese sehen vor, mehr als vier Meter hohe Schallschutzwände durch den Stadtteil zu bauen. Alternativ wird eine geländegleiche Einhausung erwogen.

## Sehenswürdigkeiten

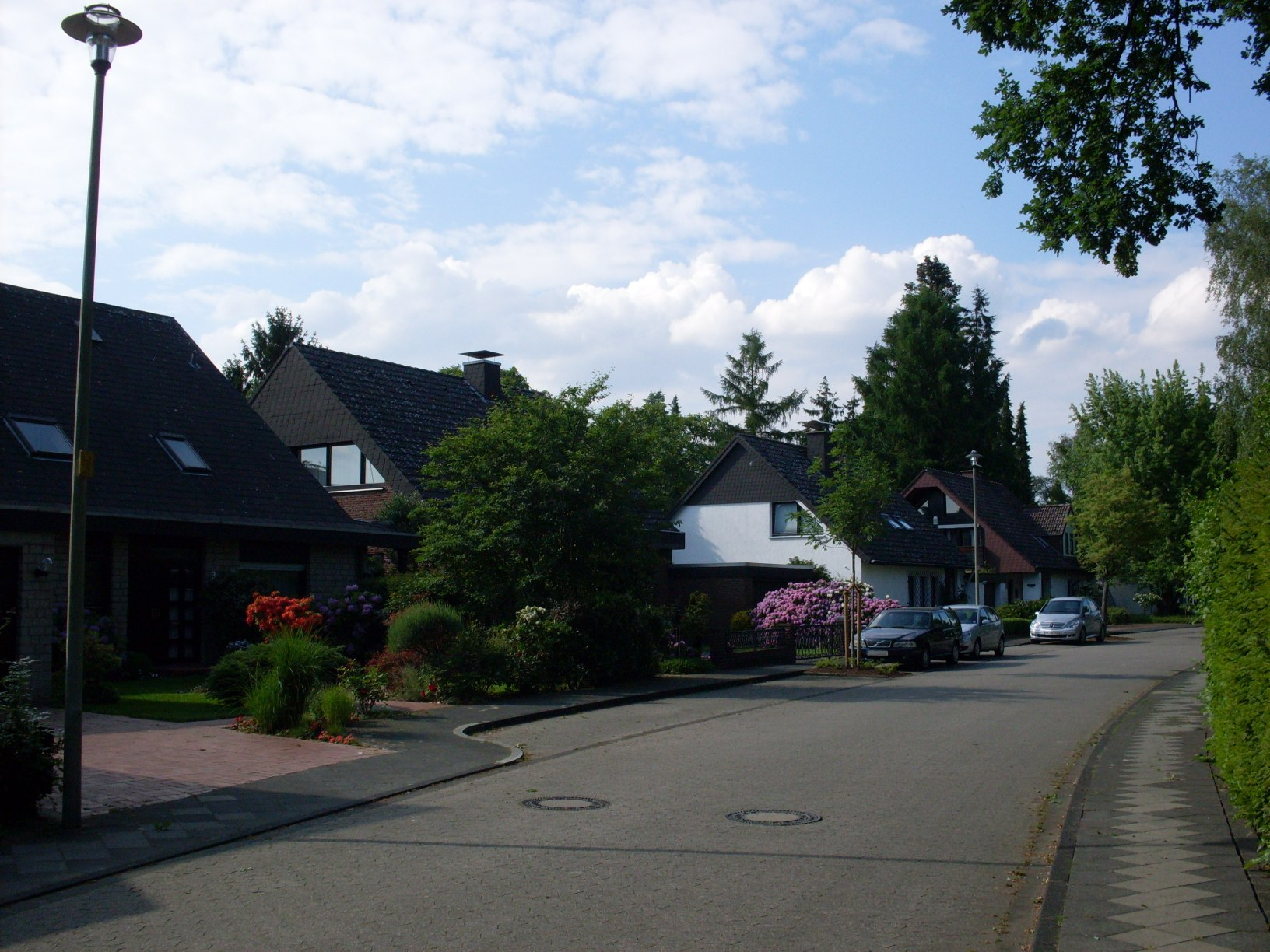
Typische Wohnstraße

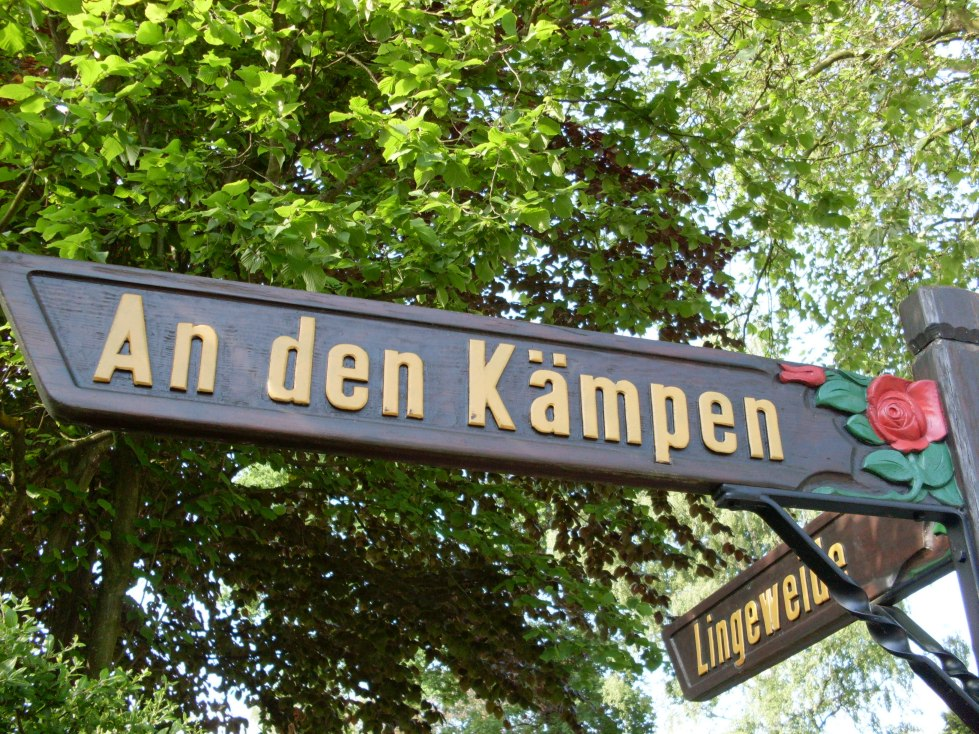
Geschnitzte Straßenschilder

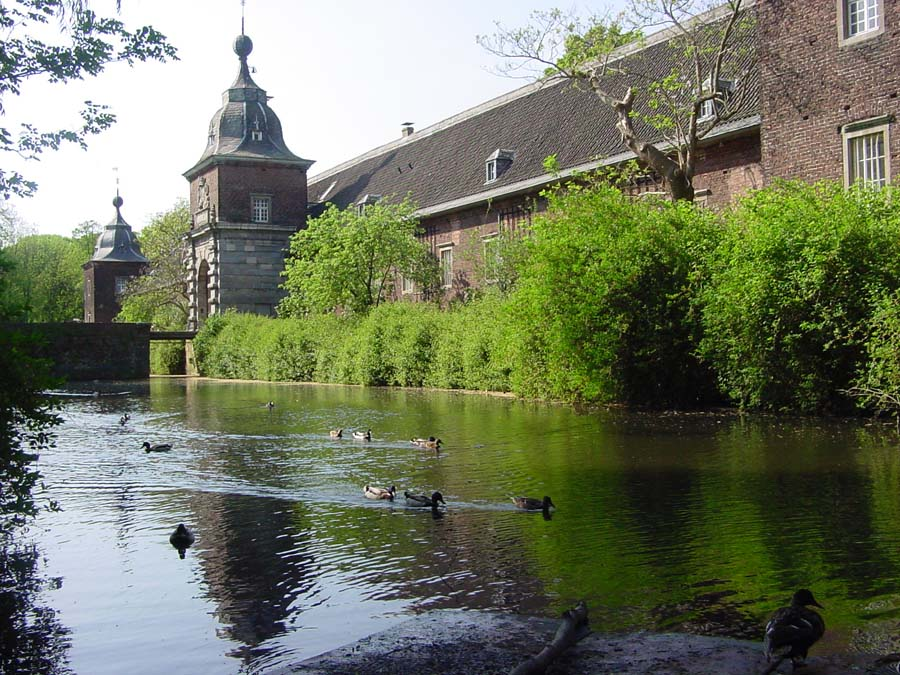
Schloss Heltorf

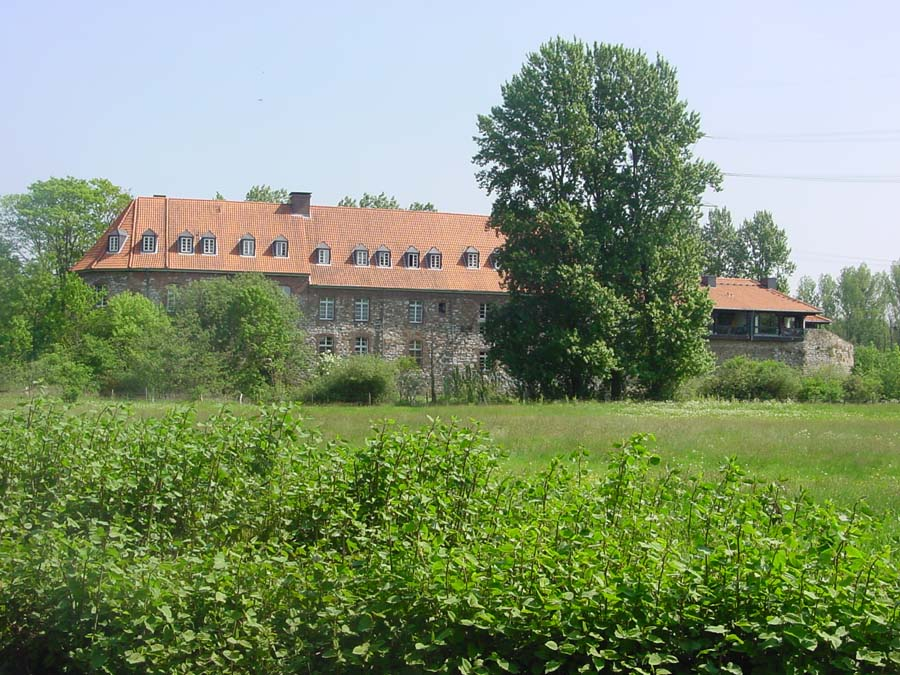
Burg Angermund (Kellnerei)

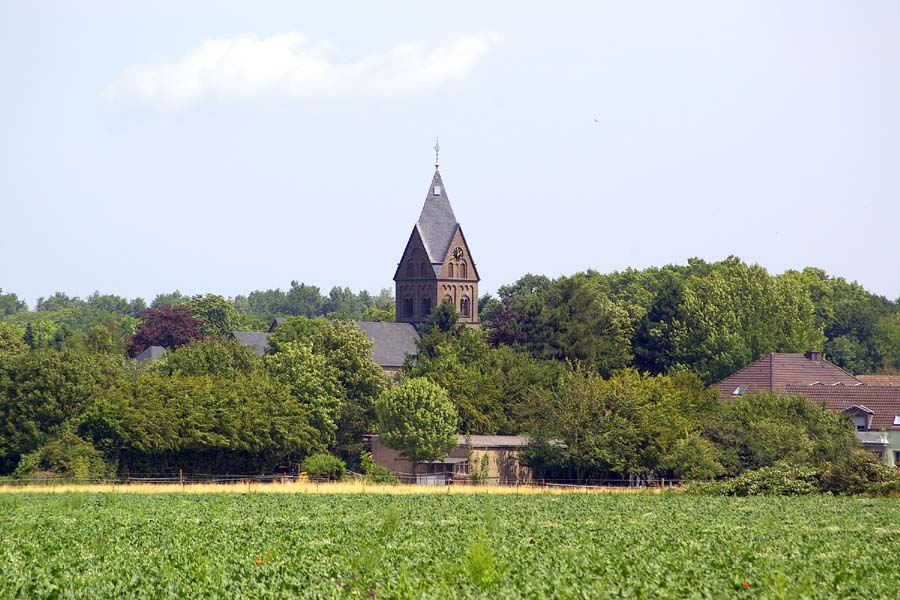
Kath. Kirche St. Agnes Angermund

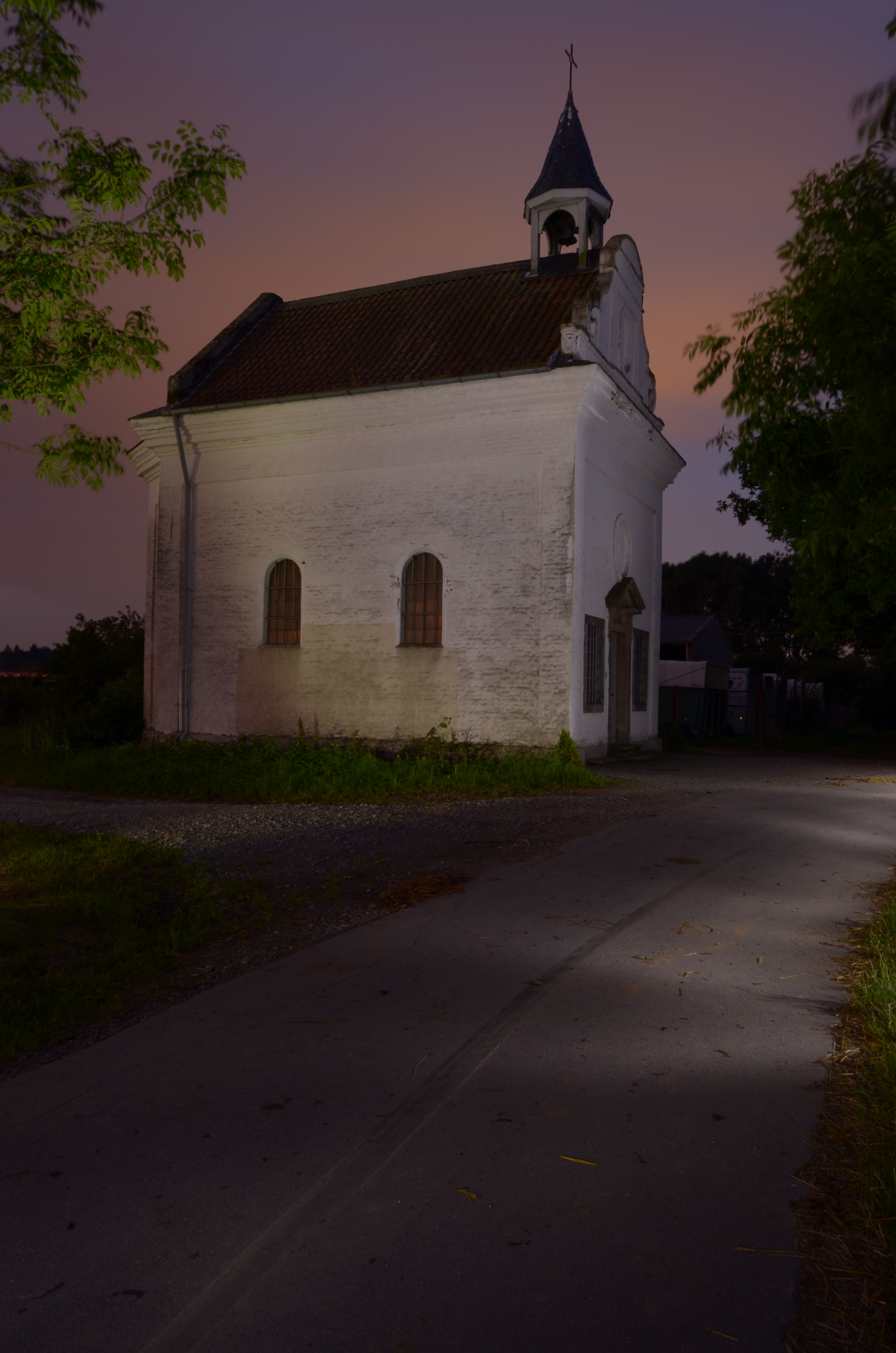
Hubertuskapelle, gehört amtlich zu Angermund, liegt aber näher zu Wittlaer

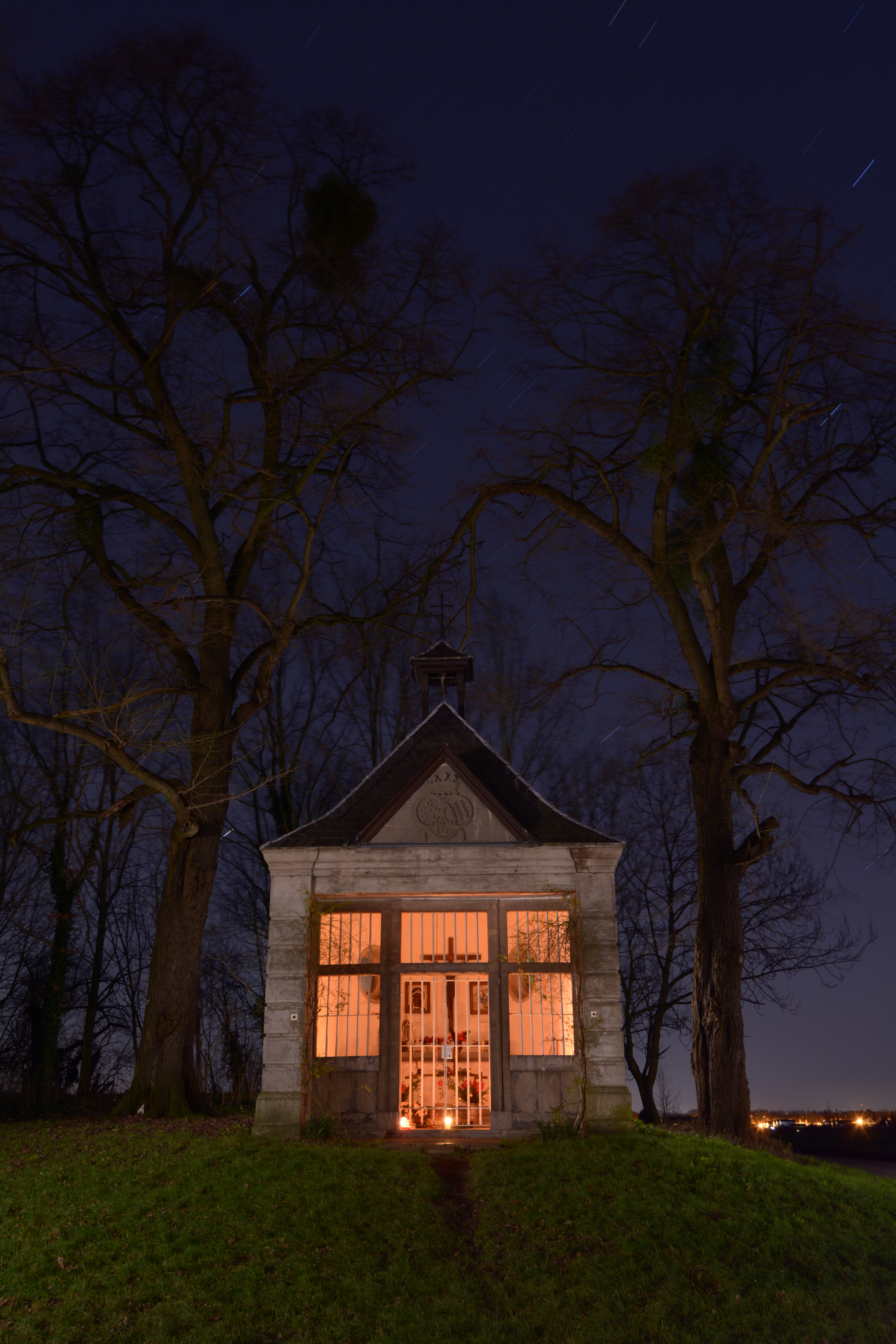
Kapelle St. Agnes, Kalkweg in Angermund

Schloss Heltorf ist ein Wasserschloss mit einem ausgedehnten Schlosspark und bedeutenden Rhododendron-Anpflanzungen. Es gilt manchen als der bedeutendste Rittersitz im Düsseldorfer Norden. Vermutlich lag hier schon Anfang des 8. Jahrhunderts ein Hof, „helethorpe“ genannt. Gegen Ende des 12. Jahrhunderts erscheinen in alten Urkunden erstmals die Namen derer von Heldorp. 1662 erbte Friedrich Christian von Spee das Schloss von seinem Schwiegervater Johann Bertram von Scheid genannt Weschpfennig, welches seitdem der Stammsitz der Familie von Spee ist und bis heute im Eigentum der Familie steht. Schloss Heltorf ist der erste klassizistische Bau in der Zeit nach Napoleon. Schloss Heltorf selbst ist für Besucher nicht zu besichtigen. Der Schlosspark kann in der Zeit von Mai bis Oktober gegen Eintritt besucht werden.
Wenige Hundert Meter südlich von Schloss Heltorf liegt das alte Rittergut Haus Bilkrath, heute als Reiterhof genutzt. Nordwestlich von Schloss Heltorf, d. h. im nördlichsten Teil des Stadtteils Angermund und der Stadt Düsseldorf, befinden sich der Rittersitz Groß-Winkelhausen sowie die aus dem 18. Jahrhundert stammende Hubertuskapelle. Am äußersten nördlichen Rand des Stadtteils fand sich bis Mai 2014 eine alte Ölmühle, deren Ursprung mindestens bis in das 15. Jahrhundert zurückreichte. Die Ölmühle gehörte im 15. Jahrhundert wie die in der Nähe gelegene Sandmühle zum Besitz der Herren von Winkelhausen. Die oberirdischen Gebäudeteile wurden im Mai 2014 abgerissen.
Am südlichen Ende des alten Ortskerns von Angermund steht die Burg Angermund, auch Kellnerei genannt. Die Burg Angermund zählt zu den bedeutendsten Baudenkmälern Düsseldorfs. Urkundlich erwähnt wird die nördlichste Bastion der Grafen von Berg erstmals im 12. Jahrhundert, als der Kölner Erzbischof Philipp von Heinsberg im Jahre 1188 das „Castrum Angermond“ erworben hatte. Graf Engelbert I. ließ die Burg zwischen 1218 und 1222 umbauen und mit einem hohen Turm versehen.
Vom Eingang der Kellnerei (Burg Angermund) führt die Graf-Engelbert-Straße direkt in das alte Angermund hinein. Sie ist die älteste Straße der „Stadt und Freyheit“. Die kleinen, dicht aneinander gebauten Häuschen mit den Blenden vor den Fenstern haben ihren dörflichen Charakter erhalten. Der Ausgang bzw. Eingang zu dieser Straße war früher durch das Nordtor geschützt, das heute jährlich zum Schützenfest aus Holz und Pappe nachgebaut wird. Mittelpunkt der Graf-Engelbert-Straße ist die katholische Kirche St. Agnes, eine neuromanische Basilika, die auf den Umbau einer Kapelle aus dem 17. Jahrhundert zurückgeht.
Am nördlichen Ende von Angermund steht das ehemalige Dominikanerinnen-Kloster St. Katharina von Siena. Am 8. September 2022 wurde es von sieben Nonnen aus dem Benediktinerinnenkloster Köln übernommen.
Durch den Abbau von Kies entstanden drei Baggerseen in und um Angermund. Sie werden heute zum Teil als (wilde) Badeseen genutzt und ziehen Besucher, insbesondere aus dem Ruhrgebiet, an.

## Angermund in der Malerei
Künstler sind in Angermund seit fast 200 Jahren tätig. Anfangs bestand eine große Nähe zur Düsseldorfer Malerschule, aber auch seit dem Ende dieser Epoche gehören Angermunder Maler und Motive bis heute zur Düsseldorfer Kunstszene. Meisterschüler von Peter von Cornelius und Wilhelm von Schadow malten von 1824 bis 1840 für den Gartensaal des neu errichteten Schlosses von Anton Graf Spee bedeutende Fresken im Stile der Nazarener. Mit ihren Historien- und Heiligenbildern schufen die Künstler Werke, durch die sich die wiedergegründete Akademie Düsseldorf schnell ein überörtliches Renommee erwarb. Der Auftrag des Grafen Spee war für die Entwicklung der Düsseldorfer Malerschule ohne Zweifel ein monokausaler Impuls, eine Art Initialzündung. Doch auch Olof Jernberg als Mitbegründer der hiesigen impressionistischen Landschaftsmalerei und das überregional erfolgreiche Atelier des Heinrich Nüttgens waren für die weitere Entwicklung Angermunds als „Kunstpunkt“ von Bedeutung. Nüttgens bildete selbst mehrere Kirchenmaler aus. Seine Nachwuchsförderung ist als wichtiger, eigenständiger Aspekt der Bedeutung Angermunds für die Düsseldorfer Malerschule zu sehen, auch wenn dieser bislang kaum thematisiert wurde. Im Laufe der Zeit wohnten zwar einige Maler in Angermund, anders als z. B. in Wittlaer gab es hier aber keine Künstlerkolonie. Die Maler kamen vor allem während der Blütezeit der Freilichtmalerei aus der Stadt ins ländliche Angermund, um hier nach der Natur zu malen. Anschließend kehrten sie gerne in den zahlreichen Gaststätten der damaligen Sommerfrische Angermund ein. So wie in Wittlaer „Brands Jupp“ ihr bevorzugter Treffpunkt war, kamen sie in Angermund vor allem in der Wirtschaft von August Dorrenbach (1864–1935) auf der Graf-Engelbert-Straße zusammen. Dort feierten sie gerne und ausgiebig ihre gelungenen Arbeiten. Im Laufe der Jahre entstanden zahlreiche Darstellungen, die das das historische Angermund widerspiegeln. Nach dem Zweiten Weltkrieg lebten u. a. Arthur Kampf, Antonius van der Paas und Karl Otto Welbers zeitweilig in Angermund. Die zeitgenössische Malerei wird in Düsseldorfs nördlichstem Stadtteil aktuell von zwei Damen repräsentiert: Helga Stender (freischaffende Künstlerin) und Bela Hüttenhein (Kunsthistorikerin und freischaffende Künstlerin).

## Sport
Überregional bekannt ist der TV Angermund, dessen Handballabteilung mehrere Jahre in der Feldhandball-Bundesliga spielte. Weitere Angermunder Sportvereine sind:
- Angermunder Tennisclub e. V.
- Reitercorps Angermund 1928 e. V.
- Windsurfing Club Angermund e. V. Düsseldorf

## Angermunder Bürgermeister (1945–1975)
- Josef Jakobs, Bürgermeister 1945–1946, von der britischen Militärregierung eingesetzt
- Max Sträßer, Bürgermeister 1946–1948
- Hans Güth Bürgermeister 1948–1951
- Ludwig Dötsch, Bürgermeister 1951–1963
- Ludwig Loose, Bürgermeister 1963–1969, Bundesverdienstkreuz 1969
- Willi Klapdor, letzter Bürgermeister vor der Eingemeindung 1969–1975, Ehrenring der Stadt Düsseldorf, Bundesverdienstkreuz 1982

Quelle

## Persönlichkeiten
- Olof Jernberg (1855–1935), Maler
- Arthur Kampf (1864–1950), Maler, Graphiker und Illustrator, einer der letzten Maler großflächiger Historiken
- Heinrich Nüttgens (1866–1951), Maler (Ölgemälde und Fresken in ca. 40 Kirchen), Meisterschüler bei E. v. Gebhardt, Mitglied des Düsseldorfer Malkastens
- Ludwig Fettweis (1866–1944), bedeutender Architekt des Historismus, Chef der Bruderschaft, Lokalpolitiker
- Cornelis de Waal (1881–1946), Maler, Industriemaler, Mitglied des Düsseldorfer Malkastens*
- Heinz Schmitz (1914–1985), Heimatforscher, Autor
- Hermann Tigler (1881–1960), Industrieller
- Wilhelm Dopatka (1919–1979), deutscher Politiker (SPD), MdB
- Walter Rettinghausen (1920–2010), Leitende Funktionen im Angermunder Turnverein e. V., Bundesverdienstkreuz am Bande, Namensgeber der 1999 wieder errichteten Sporthalle
- Karl Heinz Brokerhoff (1922–2018), Erzieher und Autor, erster Schulleiter des Gymnasiums „Am Stoppenberg“ in Essen
- Otto Karl Welbers (1930–2009), Maler, Impressionist

## Bildung
In Angermund befindet sich eine Gemeinschaftsgrundschule, die Friedrich-von-Spee-Schule.